# Igotz Garde Gómez
Igotz Garde Gómez (Barañain, 31 d'octubre de 1981) és un futbolista navarrès ja retirat, que ocupava la posició de defensa.

## Trajectòria
Comença a militar en diferents equips navarresos, com el Lagunak, l'Aoiz i el Peralta, fins que ingressa a les files del CA Osasuna, que l'incorpora al seu conjunt filial. El quadre de Pamplona el cediria a la UE Atlètica Gramenet.
A la campanya 07/08 segueix a l'Osasuna B, però arriba a ser convocat amb el primer equip, encara que no debuta a primera divisió, ja que una lesió va tallar la seua progressió.
Sense continuïtat a l'Osasuna, a l'estiu del 2008 marxa al Granada CF, de Segona B. El conjunt andalús el cediria a la UE Sant Andreu el 2009. Eixe mateix any, marxa a un altre equip català, el CF Badalona.